# テトラゼン
テトラゼン（tetrazene）は窒素4つと水素4つから成る化合物である。IUPAC命名法では、この物質の誘導体を総称してテトラゼンと呼ぶ。よく知られた誘導体に爆薬のグアニルニトロサミノグアニルテトラセンがあり、英語では単に“tetrazene”と呼ばれるほか、日本語では濁点が落ちて「テトラセン」と呼ばれる。

## 物性
テトラゼンには11の異性体が存在することが報告されている。その中で最も安定な異性体は4つの窒素が直線に並んだ 2-テトラジン（NH2-N=N-NH2）であり、生成熱は301.3kJ/molである。
11の異性体は3つのグループに分類できる。1：直鎖、2：4員環、3：3員環 である。直鎖テトラゼンには N=N 2重結合が1つと N-N 単結合が2つ存在する。異性体間で互変異性を生じる。イオン性の化合物であるアジ化アンモニウムもテトラゼンの異性体と考えることができる。